# مادس هانسن (لاعب كرة قدم)
مادس هانسن (بالدنماركية: Mads Hansen) هو لاعب كرة قدم دنماركي في مركز الوسط، ولد في 10 أبريل 2001 في هادرسلف ‏ في الدنمارك. لعب مع نادي سوندرييسكه.

## وصلات خارجية
- مادس هانسن (لاعب كرة قدم) على موقع قاعدة بيانات كرة القدم.إي يو (الإنجليزية)
- مادس هانسن (لاعب كرة قدم) على موقع Soccerway.com (الإنجليزية)